# St. Laurentius (Pfaffenhofen am Inn)

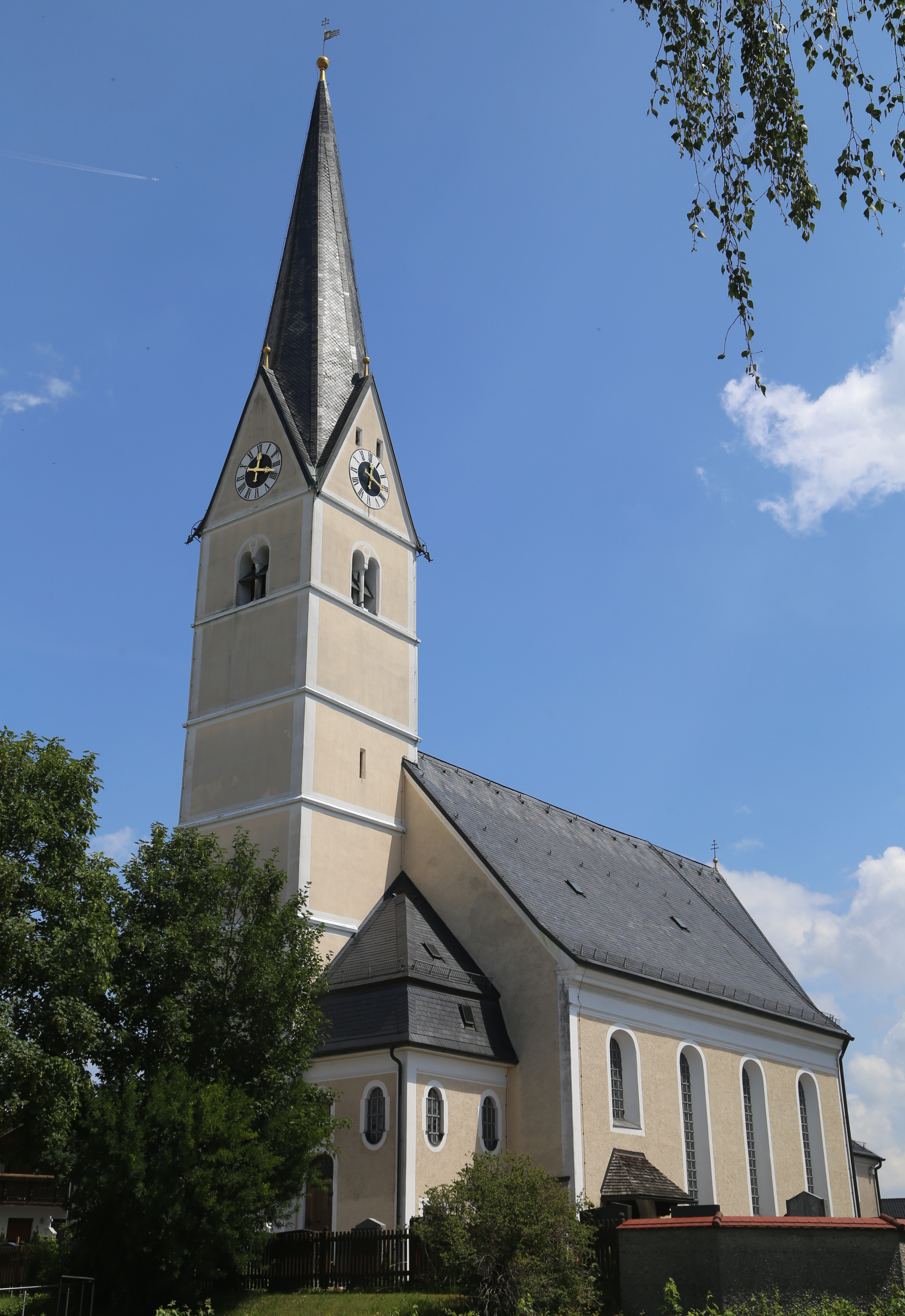
St. Laurentius in Pfaffenhofen am Inn

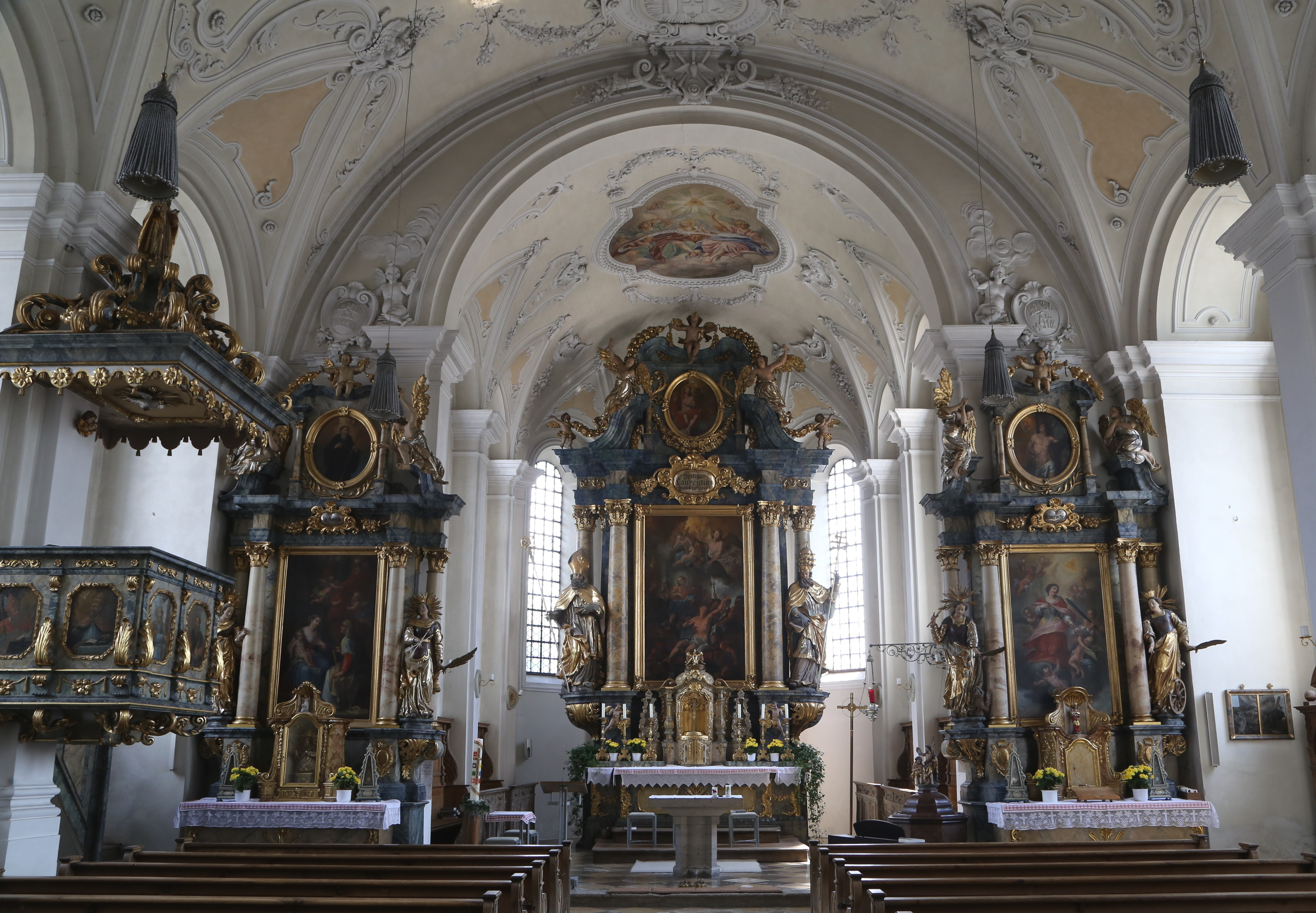
Innenraum

Die römisch-katholische Pfarrkirche St. Laurentius steht in Pfaffenhofen am Inn, einem Gemeindeteil von Schechen im Landkreis Rosenheim. Die Kirche steht unter Denkmalschutz und ist in der Liste der Baudenkmäler in Schechen unter der Nr. D-1-87-142-5 eingetragen. Sie gehört zum Dekanat Rosenheim im Erzbistum München und Freising.

## Beschreibung
Das barocke Langhaus zu vier Jochen wurde 1708/09 zwischen dem eingezogenen, dreiseitig geschlossenen, spätgotischen Chor im Osten und dem Kirchturm im Westen eingefügt. Das oberste Geschoss des Kirchturms enthält hinter den als Biforien gestalteten Klangarkaden den Glockenstuhl. Die Zifferblätter der Turmuhr sind an den Giebeln angebracht, zwischen denen sich ein spitzer Helm erhebt. Die 1731 an der Stirnwand des Chors angebaute Sakristei entstand nach einem Entwurf von Wolfgang Dientzenhofer.
Der Innenraum des Langhauses ist mit einem Stichkappengewölbe überspannt. Die Fresken wurden 1910 von Bonifaz Locher eingebracht. Die drei Altäre wurden 1722 gebaut. Der Hochaltar wird von den Skulpturen des Nikolaus von Myra und Papst Sixtus flankiert. Auf dem Altarretabel ist Laurentius von Rom, im Altarauszug die Heilige Dreifaltigkeit dargestellt. 

## Orgel

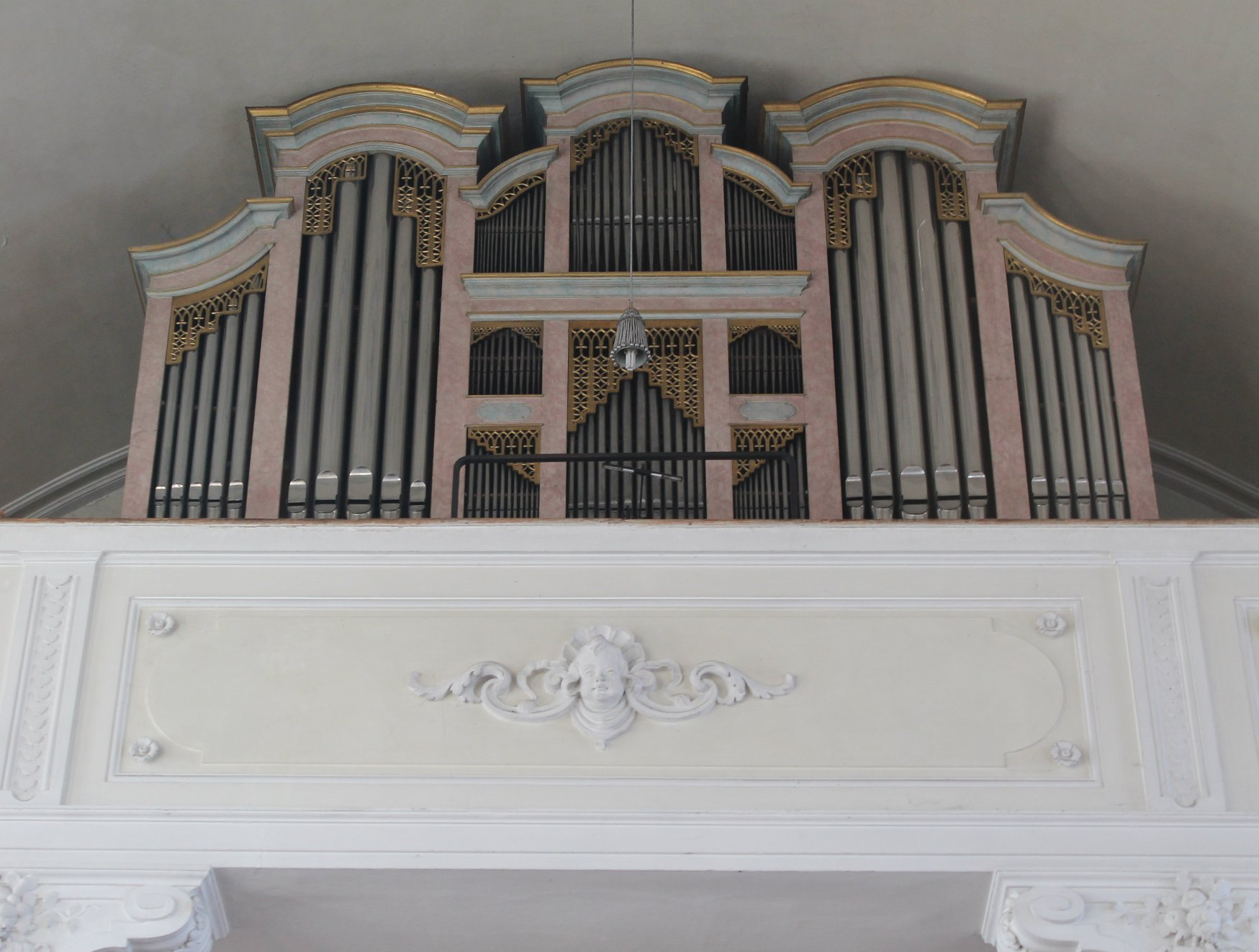
Orgel

Die rein mechanische Schleifladen-Orgel mit 20 Registern, verteilt auf zwei Manuale und Pedal, wurde 1833 von Joseph Pröbstl gebaut. Die heutige Disposition lautet:
| I Hauptwerk C–f3 |    |            |
| Principal        | 8′ |            |
| Bordun           | 8′ |            |
| Salicional       | 8′ |            |
| Octave           | 4′ |            |
| Rohrflöte        | 4′ |            |
| Metallflöte      | 4′ |            |
| Traversflöte     | 4′ |            |
| Viola            | 4′ | [ Anm. 1 ] |
| Quinte           | 3′ |            |
| Mixtur IV        | 2′ |            |

| II Oberwerk C–f3 |    |
| Copel            | 8′ |
| Aeoline          | 4′ |
| Principal        | 2′ |
| Holzflöte        | 2′ |
| Cimbel III       | 1′ |

| Pedal C–f |     |
| Subbaß    | 16′ |
| Oktavbaß  | 8′  |
| Violon    | 8′  |
| Quintbaß  | 6′  |
| Flötenbaß | 4′  |

- Koppeln: II/I, feste Koppel I/P

Anmerkungen
1. ↑  in Flötenmensur

## Geläut
Die Kirche verfügt über vier Glocken. Sie bilden die Melodielinie eines ausgefüllten Dur-Dreiklangs. Die Glocken im Einzelnen:
| Nr. | Name        | Material | Gussjahr | Gießer                     | Durchmesser [mm] | Gewicht [kg] | Schlagton | Inschrift                                                                         |
| --- | ----------- | -------- | -------- | -------------------------- | ---------------- | ------------ | --------- | --------------------------------------------------------------------------------- |
| 1.  | Maria       | Bronze   | 1950     | Karl Czudnochowsky, Erding | 1.250            | 1.006        | e1        | KÖNIGIN DES FREIDENS BITTE FÜR UNS!                                               |
| 2.  | Laurentius  | Bronze   | 1950     | Karl Czudnochowsky, Erding | 1.080            | 664          | fis1      | SEI UNS HELFER IM GERICHTE / FÜHRER UNS ZUM EW'GEN LICHTE / HEILIGER LAURENTIUS.  |
| 3.  | Rex Gloriae | Bronze   | 1475     | unbez.                     | 1.030            |              | gis1      | O REX GLORIE XPE VENI CUM PACE AVE MARIA GRATIA PLENA DOMINUS TECUM MCCCCLXXV IAR |
| 4.  | Joseph      | Bronze   | 1950     | Karl Czudnochowsky, Erding | 800              | 260          | h1        | HL. JOSEPH BITTE FÜR DIE STERBENDEN!                                              |